# Claudio Alvarado

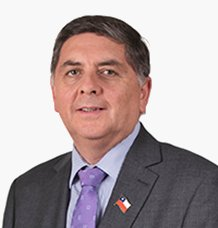
Claudio Alvarado (13. Juli 2019)

Claudio Alvarado Andrade (* 7. Februar 1960 in Castro) ist ein chilenischer Politiker der Unabhängigen Demokratischen Union UDI (Unión Demócrata Independiente), der unter anderem zwischen 1994 und 2010 Mitglied der Abgeordnetenkammer (Cámara de Diputados) war, der zweiten Kammer des Nationalkongresses (Congreso Nacional), sowie von 2014 bis 2020 Mitglied des Senats (Senado de la República), der ersten Parlamentskammer. Im Kabinett Piñera II war er zwischen dem 4. Juni 2020 und dem 28. Juli 2020 Minister und Generalsekretär des Präsidialamtes (Ministro Secretario General de la Presidencia).

## Leben
Claudio Alvarado Andrade, Sohn von José Guillermo Alvarado Andrade und María Irma Andrade Bahamonde, besuchte die Grundschule Escuela D-922 in Castro und die dortige Sekundarschule Liceo B-34. Im Anschluss begann er ein Studium an der Kaufmännischen Schule (Escuela de Negocios), der heutigen Universidad Adolfo Ibáñez, und schloss dieses als Wirtschaft und einem Lizenziat der Betriebswirtschaftslehre (Licenciado en Administración de Empresas) ab. 1983 begann er seine berufliche Laufbahn als Chef der Finanzkontrolle von Ancud und wurde daraufhin 1985 Leiter des Schulverwaltungsamtes von Castro. Er wurde als Mitglied der Unabhängigen Demokratischen Union UDI (Unión Demócrata Independiente) und war vom 22. Juli 1985 bis Dezember 1986 Bürgermeister (Alcalde) von Quemchi. Daraufhin wechselte er in die Privatwirtschaft und war von 1988 bis 1992 Agent der Banco de Crédito e Inversiones (BCI) in Ancud sowie anschließend zwischen 1992 und 1993 Gebietsagent der BCI in Puerto Montt.
Bei den Parlamentswahlen am 11. Dezember wurde Alvarade für die UDI im Wahlkreis Distrito N° 58 Región de Los Lagos erstmals zum Mitglied der Abgeordnetenkammer (Cámara de Diputados) gewählt, der zweiten Kammer des Nationalkongresses (Congreso Nacional). Bei der Parlamentswahl am 11. Dezember 1997 wurde er dort mit 23.316 Stimmen (36,35 Prozent) sowie bei der Parlamentswahl am 16. Dezember 2001 mit 26.203 Stimmen (40,48 Prozent) wiedergewählt. Bei der Parlamentswahl am 11. Dezember 2005 wurde er für eine vierte Legislaturperiode wiedergewählt, verlor sein Abgeordnetenmandat jedoch bei der Parlamentswahl am 13. Dezember 2009.
Im ersten Kabinett von Staatspräsident Sebastián Piñera Echenique übernahm Carlos Alvarado vom 11. März 2010 bis zum 11. März 2014 den Posten als Staatssekretär im Generalsekretariat des Präsidialamtes SEGPRES (Secretaría General de la Presidencia). Am 11. März 2018 wurde er im Kabinett Piñera II abermals Staatssekretär im Generalsekretariat des Präsidialamtes und bekleidete dieses Amt nunmehr bis zum 14. November 2019, woraufhin er zwischen dem 4. November 2019 und dem 4. Juni 2020 im Ministerium für Inneres und öffentliche Sicherheit (Ministerio del Interior y Seguridad Pública) Staatssekretär für regionale und administrative Entwicklung SUBDERE (Subsecretario de Desarrollo Regional y Administrativo) fungierte. Daraufhin löste er am Felipe Ward Edwards als Minister und Generalsekretär des Präsidialamtes (Ministro Secretario General de la Presidencia) ab, hatte dieses allerdings nur sieben Wochen bis zu seiner Ablösung durch Cristián Monckeberg Bruner am 28. Juli 2020 inne.
Nach seinem Ausscheiden aus der Regierung wurde Alvarado als Nachfolger des zum Minister für Inneres und öffentliche Sicherheit im zweiten Kabinett Piñera ernannten Víctor Pérez Varela am 4. August 2020 Mitglied des Senats (Senado de la República), der ersten Parlamentskammer, um die bis 2022 dauernde Senatsmitgliedschaft von Víctor Pérez für den Senatswahlkreis 16a Circunscripción, Región de Ñuble zu vollenden. Für die Parlamentswahlen am 21. November 2021 beschloss die UDI, als Kandidaten für die Senatoren des 16. Wahlkreises, Region Ñuble, Jacqueline van Rysselberghe Herrera und den letztlich gewählten Gustavo Adolfo Sanhueza Dueñas aufzustellen, weshalb sich für Alvarado nach der Ablösung von Víctor Pérez im August 2020 ab der neuen Legislaturperiode 2022 keine neue Amtszeit im Senat fortsetzte.
Aus seiner Ehe mit Ángela María Andrade Pérez gingen fünf Kinder hervor.